# 凹多角形

凹多角形の例

初等幾何学において、凸でない単純多角形は、凹 (concave:130), 非凸 (non-convex:66), 凹角 (reentrant) であるなどと言う。凹多角形（おうたかっけい、英: concave polygon）は必ず一つ以上の凹角な—すなわち、角度が180°より大きく360°より小さい—内角を持つ。
凹多角形の内点を含む直線の中には、もとの凹多角形の境界と二点以上で交わるものが存在する。凹多角形の対角線の中には、その一部または全体がその多角形の外側にあるようなものが存在する。凹多角形の辺の延長線の中には、それにより平面をふたつの半平面に分割するとき、そのうちの一方がもとの凹多角形を全く含むという主張が成り立たないものが存在する。これら三つの性質は凸多角形では起こり得ないことである。
任意の単純多角形の場合と同じく、辺の数が n の凹多角形の内角の和は π(n − 2) ラジアン、度数法では ((n − 2)⋅180)° である。
凹多角形を凸多角形からなる集合に分割することは常に可能である。可能な限り少ない数の凸多角形への分割を求める線形時間アルゴリズムが Chazelle & Dobkin (1985) にある
三角形が凹となることは起こりえないが、任意の n > 3 に対する凹 n-辺形は存在する。凹四辺形の例として、鏃型（凹凧形） (dart) がある。
凹多角形の少なくとも一つの内角は、それが見込む領域の境界または内部に全ての頂点が含まれるという主張が成り立たない。
凹多角形の頂点全体（および辺全体）の凸包はもとの多角形の外部の点を含む。